# Корделевка
Корделе́вка (укр. Корделі́вка, до 1854 — Постолово) — село в Калиновском районе Винницкой области Украины.

## История
Бывшее село Калиновской волости Винницкого уезда Подольской губернии Российской империи.
В ходе Великой Отечественной войны в 1941—1944 гг. селение было оккупировано немецко-румынскими войсками.
В мае 1995 года Кабинет министров Украины утвердил решение о приватизации находившихся здесь АТП-10561 и сахарного завода.
3 июня 1999 года Кабинет министров Украины передал сахарный завод в управление облгосадминистрации Винницкой области.
По переписи 2001 года население составляло 2902 человека.
В 2007 году сахарный завод был закрыт, в сентябре 2007 года — признан банкротом и началась процедура его ликвидации.
В селе действует храм Великомученика Димитрия Солунского Калиновского благочиния Винницкой епархии Украинской православной церкви.

## Адрес местного совета
22445, Винницкая область, Калиновский р-н, с. Корделевка, ул. Киевская, 56, тел. 3-35-53.

## Известные люди
В селе родилась Карпунина, Ксения Павловна (1918—1993) — лётчица Великой Отечественной войны.
Достопримечательности
Водонапорная башня дореволюционной постройки https://1ua.com.ua/manage/foto/20149/b3082940.jpg